# Седнєв Сергій Анатолійович
Сергі́й Анато́лійович Се́днєв  (нар. 19 грудня 1983, Глухів) — український біатлоніст, майстер спорту, член національної збірної команди України, бронзовий призер чемпіонату світу в естафеті, срібний призер першості Європи, переможець та багаторазовий призер етапів Кубка світу з біатлону, неодноразовий переможець першостей та Чемпіонатів України, чемпіон ХХІІ Всесвітньої зимової універсіади, на ХХІІІ Всесвітній зимовій універсіаді виборов 4 медалі (2 срібні, 2 бронзові). Учасник зимових Олімпійських ігор 2010 у Ванкувері.

## Біографія
Займатися біатлоном почав у 1995 році, ще під час навчання у Глухівській загагальноосвітній школі I - III ступенів № 2. Тренував у ДЮСШ м. Глухова Олександр Москаленко. У 2000 році закінчив школк та вступив до Глухівського державного педагогічного університету. Дебютував на міжнародній арені 17 січня 2004 року - на етапі Кубку світу з біатлону в німецькому Рупольдингу. Також у 2004 році виграв бронзову медаль чемпіонату світу серед юніорів у гонці переслідування. А в 2007 році - два срібла та дві бронзи на Універсіаді в італійському Турині у 2007 році, а потім в 2009 році - срібло і бронзу чемпіонату Європи в Уфі (рф). Тренер — Москаленко Олександр Миколайович.
21 січня 2010 року Сергій Седнєв здобув свою першу перемогу на етапі Кубка світу в Антерсельві — в індивідуальній гонці на 20 км, жодного разу не схибивши на чотирьох стрільбах.
Бронзову медаль чемпіонату світу Сергій виборов у 2011 році в Ханти-Мансійську у складі української естафетної команди.

## Спортивна кар'єра

### Юніорські досягнення
Бронзовий призер Чемпіонату світу 2004 року серед юніорів в гонці переслідування.

### Кар'єра в Кубку світу
- Дебют на етапах Кубку світу — 17 січня 2004 року в спринті, Руполдинг, 67 місце.
- Перше попадання в очкову зону — 29 листопада 2007 року, 26 місце в індивідуальній гонці.
- Перший подіум — 13 грудня 2007 року, 3-тє місце в індивідуальній гонці в Поклюці.
- Перша перемога — 21 січня 2010 року в індивідуальній гонці в Антерсельві.

### Загальний залік Кубка світу
- 2007–2008 — 46-е місце (75 очок)
- 2008–2009 — 46-е місце (148 очок)
- 2009–2010 — 22-е місце (374 очка)
- 2010–2011 — 16-е місце (472 очка)